# من در رقه بودم
من در رقه بودم، کتاب خاطرات محمد فاهم، (ابوزکریا) عضو سابق دولت اسلامی عراق و شام است که هادی یحمد این خاطرات را به کتاب تبدیل کرده‌است. فاهم یک جوان تونسی است ،که در نوامبر ۲۰۱۵ به داعش پیوست و طی یک مصاحبه خاطرات خود و دوستانش را بازگو می‌کند. او بیشتر وقت خود را در رقه، سوریه گذرانده و سپس به کشورش بازمی‌گردد. این کتاب پس از عرضه در نمایشگاه کتاب تهران، پر فروش‌ترین کتاب نشر نارگل شد.

## محتوای کتاب
این کتاب به داستان یک پسر جوان تونسی متولد ۱۹۹۰ می‌پردازد که در سوریه به داعش پیوسته و چندین سال در میان آنها زندگی و جنگیده‌ است و در نهایت در ژانویه ۲۰۱۶ فرار کرده و در ترکیه مستقر شد.
نویسنده می‌گوید انگیزه او از نوشتن کتاب ، انتشار اعمال تروریستی و کشتار غیرنظامیان در سراسر جهان طی پنج سال گذشته توسط داعش است. او با محمد فاهم به عنوان یکی از مبارازن فرار کرده از داعش از طریق اینترنت ارتباط می‌گیرد و سپس در ماه اکتبر و نوامبر ۲۰۱۶ جلساتی در ترکیه برگزار می‌نماید. هر جلسه بین پنج تا شش ساعت در روز ادامه به طول می‌انجامد. سپس این خاطرات در سال ۲۰۱۷ تألیف و منتشر شد.
محمد فاهم در این کتاب دوران زندگانی خود را به تفضیل شرح می‌دهد، او در دورتموند آلمان متولد شده‌است، اما خانواده اش به دلیل اثر گرفتن از فرهنگ جامعه آلمان به شهر نابل تونس بازمی‌گردند. او در این کتاب از خاطرات دوران کودکی و نوجوانی خود می‌گوید وبه توصیف چگونگی مهاجرت مخفیانه خود از تونس و پیوستن به داعش از طریق استانبول و رسیدن به تل أبیض در سوریه، روابط بین سربازان و زندگی افرادی که به داعش پیوسته‌اند و حد گذاری مرزها، ازدواج نکاح و سلسله مراتب سازمانی و دیوان اداری، سربازان داعش، اسیران و روابط میان آن دو و در نهایت جنگ‌هایی را که شرکت کرده‌است، می‌پردازد. نویسنده در نهایت داستان فرار او از داعش را به عنوان شروع یک زندگی جدید معرفی می‌کند.
نویسنده تلاش کرده‌است تا سه مبحث اصلی را به خواننده منتقل کند: اول، شخصیت محمد فاهم، دیانت، ارتباط با خانواده و علاقه به مادرش، ارتباط او با افراد حامی داعش، احساسات او هنگام پیوستن به داعش و همچنین هنگام فرار از آنجا، آموزش‌ها، ترس‌ها و حسرت‌های او. دوم، مواردی است که به داعش مربوط می‌شود: ارتباط میان نیروهای داعش، حامیان و افرادی که به داعش پیوسته‌اند، شیوه زندگی در شهرها، بی عدالتی، شک و تردید دائمی در میان آنها، ناامیدی سربازانی که به داعش می‌پیوندند اما با دیدن حقیقت متعجب می‌شوند، و کشتارهایی که صورت گرفته‌است. سوم بررسی علل و دلایلی است که باعث پیوستن افراد مختلف به داعش می‌شود. نویسنده این انگیزه‌ها را در زندگی محمد فاهم از زمان کودکی تا رسیدن او به تل أبیض در سوریه بررسی می‌کند، عواملی مثل ارتباط با افراد افراطی در دین، جامعه افراط گرا، ظلم ستم در دوران ابن علی حاکم یونس، فساد اداری و امنیتی و حمایت مالی از افرادی که به این دولت ملحق می‌گردند.

## ترجمه
این کتاب توسط مجله دارالنقوش العربیة در تونس در ۲۶۸ صفحه در سال ۲۰۱۷ چاپ و منتشر شد. تصویر جلد کتاب، تصویر واقعی محمد فاهم با لباس نظامی است. این کتاب در تونس جز کتاب‌های پر فروش شناخته شد. نویسنده اشاره کرده‌است که کتاب او به زبان فرانسه و انگلیسی و فارسی ترجمه شده‌است.
کتاب «من در رقه بودم» در سی و یکمین نمایشگاه کتاب تهران به پرفروش‌ترین‌های نشر نارگل تبدیل شد و به چاپ دوم رسیده‌است.